# Halle (Brabancja Flamandzka)
Halle (fr. Hal) – miasto w środkowej Belgii, w Regionie Flamandzkim, w prowincji Brabancja Flamandzka, w okręgu Halle-Vilvoorde. Leży na południowy-zachód od Brukseli; nad rzeką Senne i kanałem Charleroi–Bruksela. Liczy 42 595 mieszkańców (1 stycznia 2024 r.). Ośrodek pielgrzymkowy katolików; w gotyckiej bazylice pw. św. Marcina (Sint-Martinus) otoczony kultem drewniany wizerunek Czarnej Madonny; muzeum regionalne Den Ast.

## Podział administracyjny
W skład gminy wchodzą dwie dzielnice (deelgemeente):
- Buizingen
- Lembeek (Lembecq)

## Osoby

### urodzone w Halle
- Frauke Dirickx, siatkarka

## Współpraca
Miejscowości partnerskie:
- Kadaň, Czechy
- Mouvaux, Francja
- Werl, Niemcy